# Biskra
Biskra is een oase in Algerije en is de hoofdplaats van de provincie Biskra.
Biskra telt naar schatting 212.000 inwoners.
Nabij Biskra ligt een Algerijnse luchtmachtbasis waar met Mi-24-helikopters wordt gevlogen.

## Weblinks
- Biskra - Eden d'Algérie